# Semgallische Sprache
Die semgallische Sprache ist eine im 16. Jahrhundert ausgestorbene baltische Sprache. Durch die Bevölkerung dieser Landesteile durch die Semgallen wurde Semgallisch im nördlichen Teil Litauens sowie in der historischen Region Semgallen im Süden Lettlands gesprochen.

## Geschichte

### Hintergrund
Die wichtigsten Völker im heutigen Lettland waren die Lettgallen, die Semgallen und die Kuren, die nördlich der Düna lebten. Die Semgallen, deren Sprache das Semgallische war, lebten anfangs als feudalistisch und gründeten im zwölften Jahrhundert zusammen mit den Lettgallen zwei kleine Fürstentümer: Tālava und Gertsike; das letztere wurde von russischen Fürsten regiert. Die Semgallen hatten enge Beziehungen zu Ostslawen, zum Kiewer Rus sowie zu litauischen Fürstentümern und grenzten an die Liven und Esten sowie finnische Stämme, die nördlich von ihnen lebten. Zu Beginn des 13. Jahrhunderts eroberten die Kreuzritter des Deutschen Ordens die Ländereien der Prußen und Kuren und kamen 1212 nach Semgallien. Innerhalb von zwei Jahren wurden die Semgallen niedergeschlagen und christianisiert und 1214 wurde das Fürstentum Tālava erobert.
Das Land der Semgallen (lettisch: Zemgale) wurde nachweislich um 870 im Annales Ryenses genannt und auf einem in Südschweden gefundenen Runenstein (etwa aus dem Jahr 1000) findet sich die Landesbezeichnung Saemigala, auf dem Runenstein von Mervalla (etwa um das Jahr 1040) simkala, in einer russischen Chronik aus dem elften Jahrhundert Zimigola. Über das Volk der Semgallen berichten die Ingvar-Saga aus dem elften Jahrhundert (Seimgaler) sowie Heinrichs Livländische Chronik.

### Erwähnung und Aussterben des Semgallischen
Die semgallische Sprache wurde 1323 vom litauischen Großfürsten Gediminas (1275–1341) in einem an deutsche Minoriten erwähnt. Ein Hinweis auf das Kurische stammt aus dem Jahr 1338, auf das Lettische aus dem Jahr 1387. Ghillebert de Lannoy (1386–1462) berichtet in der Beschreibung seiner Reise aus dem Jahr 1413, dass die Semgallen und die Kuren ihre jeweils eigene Sprache hatten.
Spuren kurischer, semgallischer, sowie lettgallischer beziehungsweise hochlettischer Dialekte sind im Werk Manuductio ad linguam lettonicam facilis von Johann Georg Rehehusen (1644) erkennbar, in dem erstmals die Grammatik des Lettischen veröffentlicht wurde.
Es wird angenommen, dass Semgallisch im 16. Jahrhundert mit der Übernahme der lettischen Sprache ausstarb; schriftliche Aufzeichnungen des Semgallischen sind nicht vorhanden.

## Phonologie
Semgallisch ist nur aus Hinweisen auf diese Sprache in Dokumenten und Texten aus der Zeit vor dem 16. Jahrhundert bekannt. Die Sprache wird lediglich anhand von Orts- und Gewässernamen in den Regionen Lettlands studiert, was konkrete Hinweise über die Morphologie erschwert.
Das semigallische Vokabular beinhaltete viele slawische Wörter, einige wurden auch aus dem Livischen, dem Estnischen und dem Finnischen entlehnt.
Semgallisch hat einige phonologische Ähnlichkeiten mit dem ebenfalls ausgestorbenen Kurischen und in geringerem Maße mit dem Lettischen. Die gemeinsamen baltischen Konsonanten /k/, /ɡ/ wurden in ihren weichen Varianten auf Semgallisch zu /c/, /d͡z/. Die in anderen baltischen Sprachen üblichen langen Vokale und Diphthonge am Ende wurden auf einfache kurze Vokale in semgallisch reduziert.